# Антипов, Николай Петрович (художник)
Николай Петрович Антипов (род. 19 октября 1931 года, дер. Жостово, Мытищинский район, Московская область, РСФСР, СССР) — советский и российский художник, мастер декоративно-прикладного искусства (Жостовская школа), народный художник Российской Федерации (1996).
В 1949 году окончил профтехникум декоративной росписи.
Творческая работа началась с 1952 года.
В 1975 году — избран членом Союза художников СССР.
С 1978 по 1980 годы — член бюро секции декоративно-прикладного искусства.
Работы находится в Государственном Русском музее, музее этнографии (Санкт-Петербурге), Государственном Русском музее-заповеднике (Сергиев Посад), областном краеведческом музее (Истра), всероссийском музее декоративно — прикладного и народного искусства (Москва).
Сын, Николай, и его жена, Марина, тоже художники, продолжают семейную традицию, рисуют жостовскую роспись.

## Творческая деятельность
Работая с перламутровыми инкрустациями, создавал уникальные декоративные подносы.
Участник выставок: с 1952 года все художественные выставки в СССР, а также в Брюсселе (1958), Монреале (1967), Осаке (1970), Измире (1971), Сиэтле (1972) Берлине (1975), Брно, Милане, Пловдиве‚ Варшаве (1975).
Основные работы: подносы «Цветы в корзине», «Розы», «Цветочная рапсодия», «Орнаментальный» «Цветы на белом», «Натюрморты».

## Награды
- Народный художник Российской Федерации (1996)
- Заслуженный художник РСФСР (1976)